# Bacairis
Os Bakairis ou Kurâ-Bakairi são um grupo indígena autodenominado, que possui uma população de aproximadamente 1.055 pessoas. Eles estão distribuídos principalmente em duas áreas: a Terra Indígena Bakairi, no município de Paranatinga, Mato Grosso, e a Terra Indígena Santana, no município de Nobres, Mato Grosso, a 500 quilômetros da capital Cuiabá, MT.
Com dez aldeias: Pakuera, Aturua, Painkun, Kaiahoalo, Alto Ramalho, Sawâpa, Iahodo, Painkun Atuby (conhecida também como Cabeceira do Azul), Kuiakare e Aky Ety; e a Terra Indígena Santana, no município de Nobres (a 300 quilômetros da capital Cuiabá - MT), com quatro aldeias: Santana, Nova Canaã, Boa Esperança e Quilombo.
Entre todas as comunidades Bakairi, existem duas aldeias que são co-denominadas como “centrais”, sendo a Pakuera, no município de Paranatinga e Santana, no município de Nobres. Os Bakairi autodenominam-se Kurâ-Bakairi, onde "Kurâ" significa "nosso povo" ou "nossa gente", diferenciando-se das outras etnias e da sociedade brasileira em geral, que eles chamam de "Kurâ ípa" ou "Kurâpa" ("não gente"). Outro termo comum é "Karaiwa", que significa "não índio".

## História
Os anciãos Bakairi explicam que o nome "bakairi" foi adotado após serem identificados por exploradores que associaram o nome a uma espécie de mandioca muito consumida pelo grupo. O berço mítico dos Bakairi é o Salto Sawâpa, também nome de uma variedade de bananeira, onde várias etnias indígenas viviam em tempos remotos. Os Kurâ-Bakairi têm seu berço mítico de origem no Salto Sawâpa localizado abaixo da confluência do rio Verde com o Paranatinga Devido a conflitos internos e pressões de inimigos especialmente os Kayabí os Bakairi migraram em três direções distintas Uma parcela deslocou-se para as cabeceiras do Arinos sendo a primeira a ser alcançada por bandeiras nas primeiras décadas do século XVIII e foi engajada nas atividades mineradoras Outra parcela deslocou-se para o alto Paranatinga sendo envolvida por colonizadores dedicados à pecuária e agricultura nas primeiras décadas do século XIX A terceira e maior parcela migrou para o alto Xingu perdendo contato com as outras duas.
Os Bakairi das duas primeiras parcelas ficaram conhecidos como "mansos" ou "independentes" e posteriormente Karl von den Steinen os denominou "ocidentais" reservando o termo "orientais" para aqueles do alto Xingu, A partir de 1847 os Bakairi do Arinos e do alto Paranatinga começaram a frequentar a Diretoria Geral de Índios em Cuiabá em busca de brindes Posteriormente engajaram-se nas atividades extrativistas da borracha especialmente os de Santana indo comercializá-la nessa capital.
Os Bakairi de Santana acabaram trabalhando compulsoriamente na extração da borracha inclusive em suas próprias terras para os seringalistas que as ocuparam Proibidos de falar sua língua e submetidos a outras violências alguns migraram para o Paranatinga nas décadas de 1920 e 1960 mas foram expulsos por funcionários do órgão tutor sob a alegação de roubo de gado.
A criação do Posto Indígena Santana em 1965 não alterou a situação O S.I.L. e missionários jesuítas passaram a atuar na área intermitentemente Anos depois os próprios Bakairi expulsaram os invasores de Santana e somente em 1975 foi implantada uma escola na região, os Bakairi do Paranatinga atuaram como guias, construtores de canoas e intérpretes nas expedições de Steinen em 1884 e 1887, restabelecendo as relações entre os Bakairi Orientais e Ocidentais. Antes disso, os Bakairi do alto Xingu eram desconhecidos dos brancos. Em 1920 foi criado o Posto Indígena e a Terra Indígena Bakairi foi demarcada, excluindo o grupo de Antoninho, famoso guia de Steinen. O objetivo era atrair indígenas alto-xinguanos para conquistar terras e mão-de-obra para a colonização, mas apenas os Bakairi se deslocaram definitivamente para o Paranatinga, desaparecendo do alto Xingu três anos depois. Reduzidos por uma depopulação crítica, os Bakairi reorganizaram-se em vários grupos às margens do Paranatinga e foram submetidos ao trabalho compulsório pelos agentes do órgão tutor, enquanto outros indígenas do alto Xingu visitavam o Posto em busca de brindes.
Durante o período de perdas territoriais e depopulação, missionários da South American Indian Mission atuaram entre os Bakairi até a década de 1960, quando foram pressionados a sair. Em 1922, foi implantada uma escola, e vinte anos depois, diversos grupos locais foram aglutinados em um só "aldeamento" ao lado do Posto, pois a mobilidade e dispersão foram vistas como obstáculos à educação e saúde. Aqueles que não se submetiam eram transferidos para outras terras indígenas, incluindo as dos inimigos. Alguns Bakairi foram forçados a participar da "pacificação" de um grupo Xavante no alto Batovi, com parte desses Xavante migrando para a TI Bakairi, mas retirando-se para o rio Culuene em 1974. Na década de 1980, Projetos de Desenvolvimento Comunitário, financiados pelo Banco Mundial, introduziram caminhões e lavoura mecanizada nas duas áreas. Na Terra Indígena Bakairi, houve a reconquista de terras subtraídas em uma segunda demarcação. O acesso desigual aos novos bens resultou na fragmentação do "aldeamento" e na formação dos atuais grupos locais.  

## Linguagem dos Bakairi
A língua Bakairi pertence à família linguística Caribe (Karib). Existem cerca de trinta ou quarenta membros desta família linguística, subdivididos em vários países da região amazônica: Brasil, Colômbia, Venezuela, Guiana, Suriname e Guiana Francesa. A palavra “caribe” provém de uma língua desta família, onde há termos parecidos como kari’ na, karifna, karipono, karipuna, entre outros. Todos significando “ser humano”, “gente”. Quanto à língua bakairi, seus primeiros registros foram feitos pelo cientista alemão Karl von den Steinen, sendo este também o primeiro a reconhecer o parentesco desta língua com o Caribe (assim como também o fez com os Nahukwá, Kuikuro, Kalapalo e Matipu) e a transcrever palavras e textos em bakairi, na segunda metade do século XIX. Desde a década de 60, missionários do Summer Institute of Linguistics (S.I.L.) traduzem textos bíblicos para a língua Bakairi. Cartilhas para alfabetização na língua materna foram por eles elaboradas. Esses trabalhos tendem a uniformizar as diferenças internas, que estão por merecer um cuidadoso estudo.

## Organização social e política
Os Bakairi são ribeirinhos, agricultores e pescadores, com a caça e a coleta desempenhando papéis complementares. Vivem dispersos em diversos grupos, cada um dominando um território delimitado por rios e riachos, com direitos sobre seus recursos. Esses territórios, denominados geralmente pelos nomes dos rios ou riachos próximos, formam a unidade sociológica mais ampla na sociedade Bakairi: o grupo local.
Os grupos locais são geralmente formados a partir de um grupo de irmãos de ambos os sexos ou de dois grupos que se casam entre si, liderados por um indivíduo que reúne forças políticas. Cada grupo local é composto por um número variável de grupos domésticos, na maioria das vezes famílias elementares (pai, mãe e filhos). Os chefes dos grupos locais sustentam a ordem política e jurídica através de um conselho, com o líder representando o grupo diante de outros grupos e não-indígenas.
As unidades residenciais são dispostas linearmente, formando ruas, uma prática introduzida por agentes do órgão tutor. Há um local central ao lado da casa do líder para reuniões e rituais. Em alguns grupos, existe o kadoêti, a "casa dos homens", onde são guardadas máscaras rituais.
A família elementar é autônoma, podendo mudar-se para outro grupo local onde tenha parentes. Homens recém-casados vivem na casa do sogro até o nascimento do primeiro filho, podendo então escolher onde residir. O sistema de parentesco é bilateral, com igual importância para parentes paternos e maternos. Terminologicamente, pai e irmão do pai, assim como mãe e irmã da mãe, são igualados, com termos distintos para irmã do pai e irmão da mãe.
Casamentos ocorrem preferencialmente entre parentes distantes, e não se pode pronunciar os nomes dos parentes afins. Os nomes vêm de consanguíneos mortos e só podem ser pronunciados após serem recolocados em circulação. Avós maternos e paternos nomeiam a criança, resgatando nomes dos consanguíneos mortos do mesmo sexo da criança. Uma pessoa herda pelo menos quatro nomes, dois pela linha materna e dois pela paterna, e acumular mais nomes confere prestígio. Além desses nomes, os Bakairi possuem outros em português.

## Cultura
A arte Bakairi expressa em todos os artefatos temas que remetem ao mundo espiritual, sobretudo nos trançados, nas pás para virar beiju, nos banquinhos zoomorfos, através de pinturas feitas com jenipapo, urucum e tabatinga, um tipo de barro branco. Esta característica espiritualiza as coisas materiais e materializa as coisas espirituais.

Os Yakuigady, máscaras cerimoniais dos Kurâ-Bakairi, constituem uma das principais marcas da identidade deste povo indígena, habitante originário do rio Paranatinga (chamado Pakuera, "rio dos pombos" entre os Kurâ-Bakairi), no estado do Mato Grosso. Os Yakuigady representam entidades espirituais aquáticas, que podem influenciar nas pescarias e caças, dando aos Kurâ-Bakairi fartura de alimentos, e proteção espiritual. Os Yakuigady também oferecem serviços espirituais para garantir a harmonia social entre os Kurâ-Bakairi e a sustentabilidade ambiental dos ecossistemas manejados.